# Concepció Bordalba
Concepción Bordalba i Simón (Barcelona, 13 de septiembre de 1866 - 6 de junio de 1910) fue una soprano operística española que actuó bajo el nombre de Concetta Bordalba fuera de España. Pasó la mayor parte de su carrera en Italia o de gira con compañías de ópera italiana y fue especialmente conocida por sus actuaciones como Elsa en la ópera Lohengrin de Richard Wagner y de Margherita en Mefistófeles de Arrigo Boito.

## Trayectoria
Bordalba nació en Barcelona y estudió en el Conservatorio Superior de Música del Liceo. Mientras estuvo allí cantó en la ópera Laura Debellan que Marià Obiols había compuesto especialmente para el alumnado del conservatorio. En 1881, fue contratada como soprano principal para la temporada de ópera en el Teatro Apolo de Madrid. Después de continuar sus estudios con Federico Blasco en Milán, debutó en teatros de ópera italianos en 1887, interpretando a Elisabetta en Don Carlos en el Teatro Carlo Felice de Génova y a Leonora en El trovador en Venecia.
Continuó haciendo papeles importantes de soprano dramática en Italia, además de aparecer en giras con compañías de ópera italianas en América del Norte en 1889 y América del Sur en 1892. También cantó en Moscú en 1890 apareciendo en el papel principal de Aida y como Valentine en Los hugonotes.
En 1894, Bordalba apareció en Nápoles en el Teatro Mercadante donde cantó el papel principal en el estreno mundial de Regina Diaz de Giordano y en el Teatro de San Carlos donde fue Marguerite en La condenación de Fausto. Estuvo en el Teatro de La Scala de Milán en 1896, nuevamente cantando Marguerite y Maria en el Guglielmo Ratcliff de Mascagni. Aunque su carrera fue principalmente en Italia o de gira con compañías italianas, regresó a Barcelona en 1897 para cantar Leonora en El trovador en el Gran Teatro del Liceo y en la temporada 1901/1902 cuando volvió a cantar Leonora, además de Elsa en Lohengrin.   
Se retiró de los escenarios en 1904 y luego enseñó canto en el Conservatorio Superior de Música del Liceo donde, entre sus alumnos, estaba la soprano española Elvira de Hidalgo quien, a su vez, se convirtió en la maestra de Maria Callas. Bordalba murió en Barcelona en 1910.